# Hispanic Society of America
La Hispanic Society of America est un musée de New York sur l'art et l'artisanat espagnol, portugais et latino-américain.

## Historique
Fondé en 1904 par Archer M. Huntington, le musée est situé dans le nord de Harlem et au sud de Washington Heights, près du Trinity Cemetery, au 613 West 155th Street. Les collections comprennent des objets, des peintures, des livres rares. Une bibliothèque de recherche est ouverte au public sur Audubon Terrace.
En 2005, l'institution reçoit la Médaille d'or du mérite des beaux-arts par le Ministère de l'Éducation, de la Culture et des Sports espagnol.

## Collections
Le musée compte plus de 800 tableaux, 600 aquarelles, 1 000 sculptures, et 6 000 objets d'arts, y compris une collection de tissus. Elle possède aussi un ensemble de 15 000 estampes de diverses époques et plus de 175 000 photographies à partir de 1850. Parmi les joyaux de sa collection, la plus célèbre est Portrait de la duchesse d'Alba en noir de Goya (1797). Sont également exposées des œuvres de Vélasquez, Le Greco, Murillo, Zurbarán, et une salle décorée par de grands panneaux commandés pour ce lieu à Joaquín Sorolla.

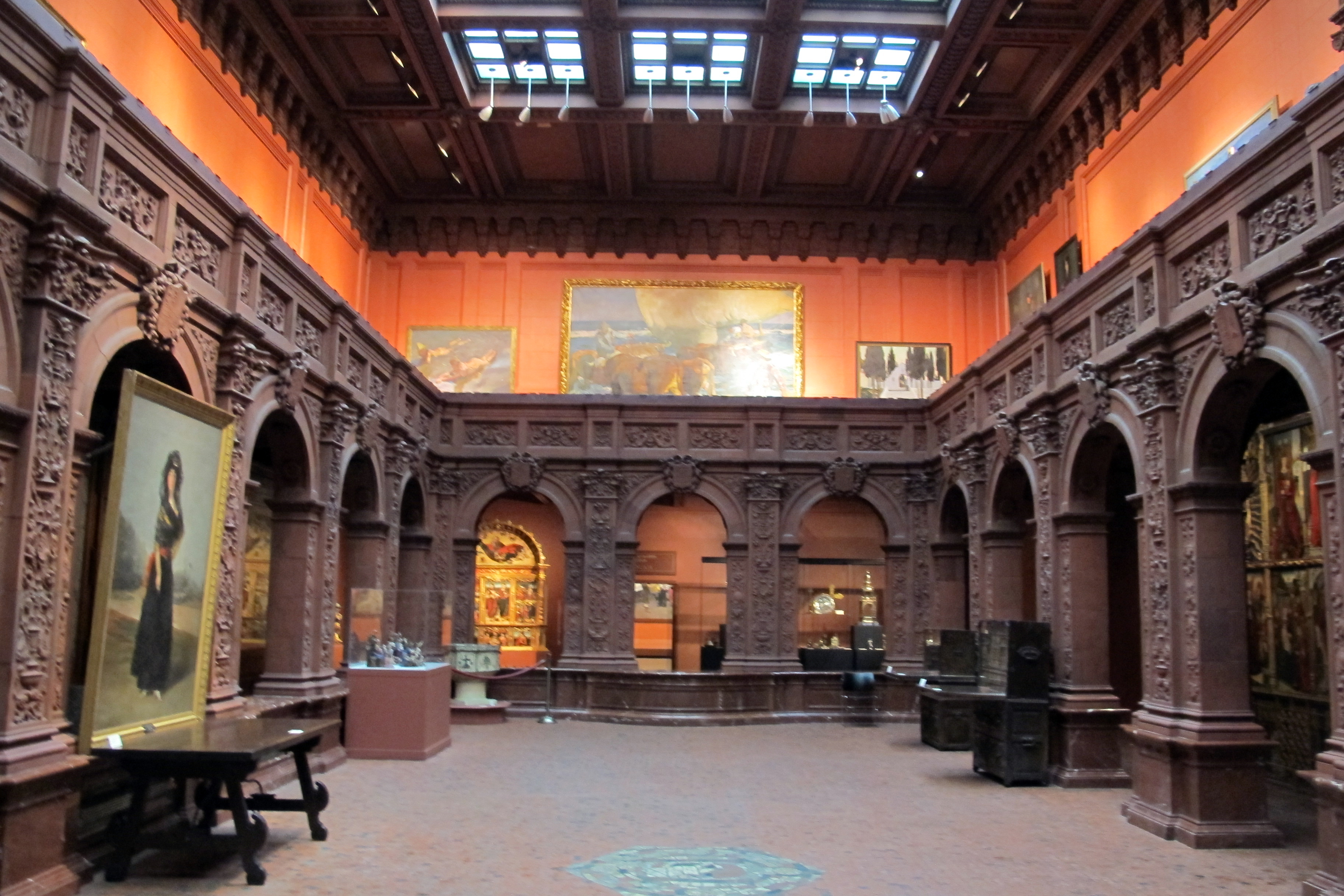
Corte Grande
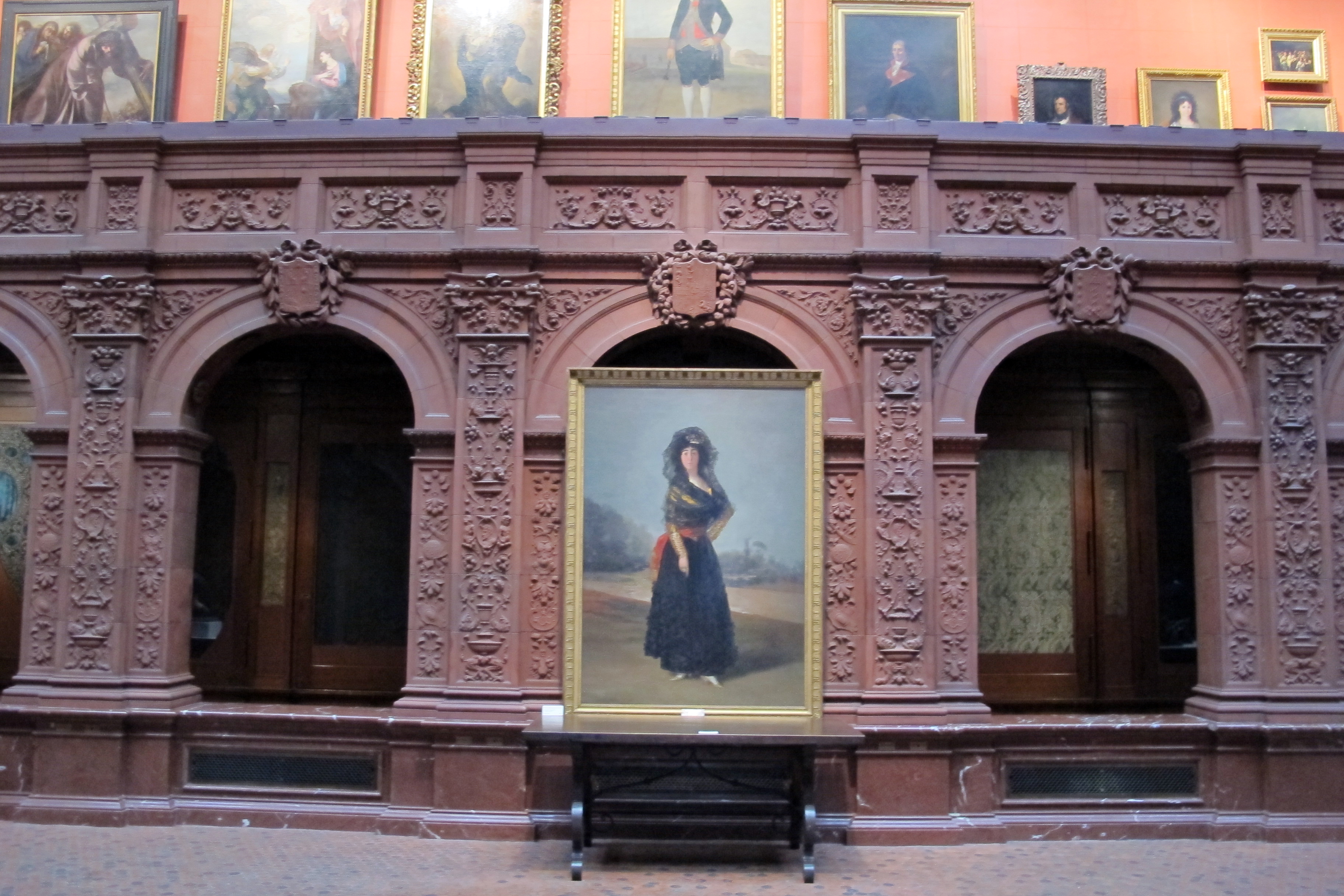
Intérieur
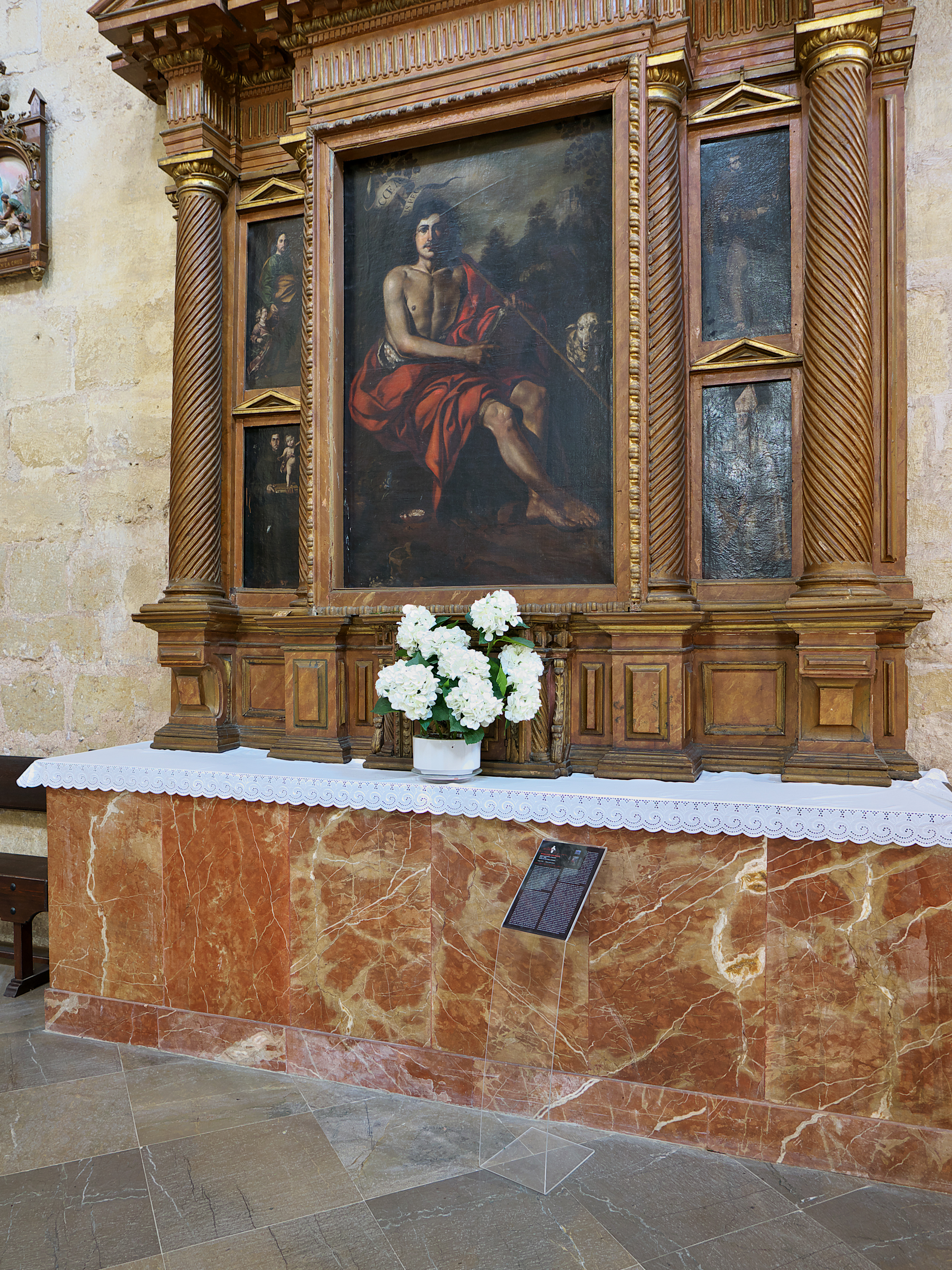
Retable de San Juan Bautista
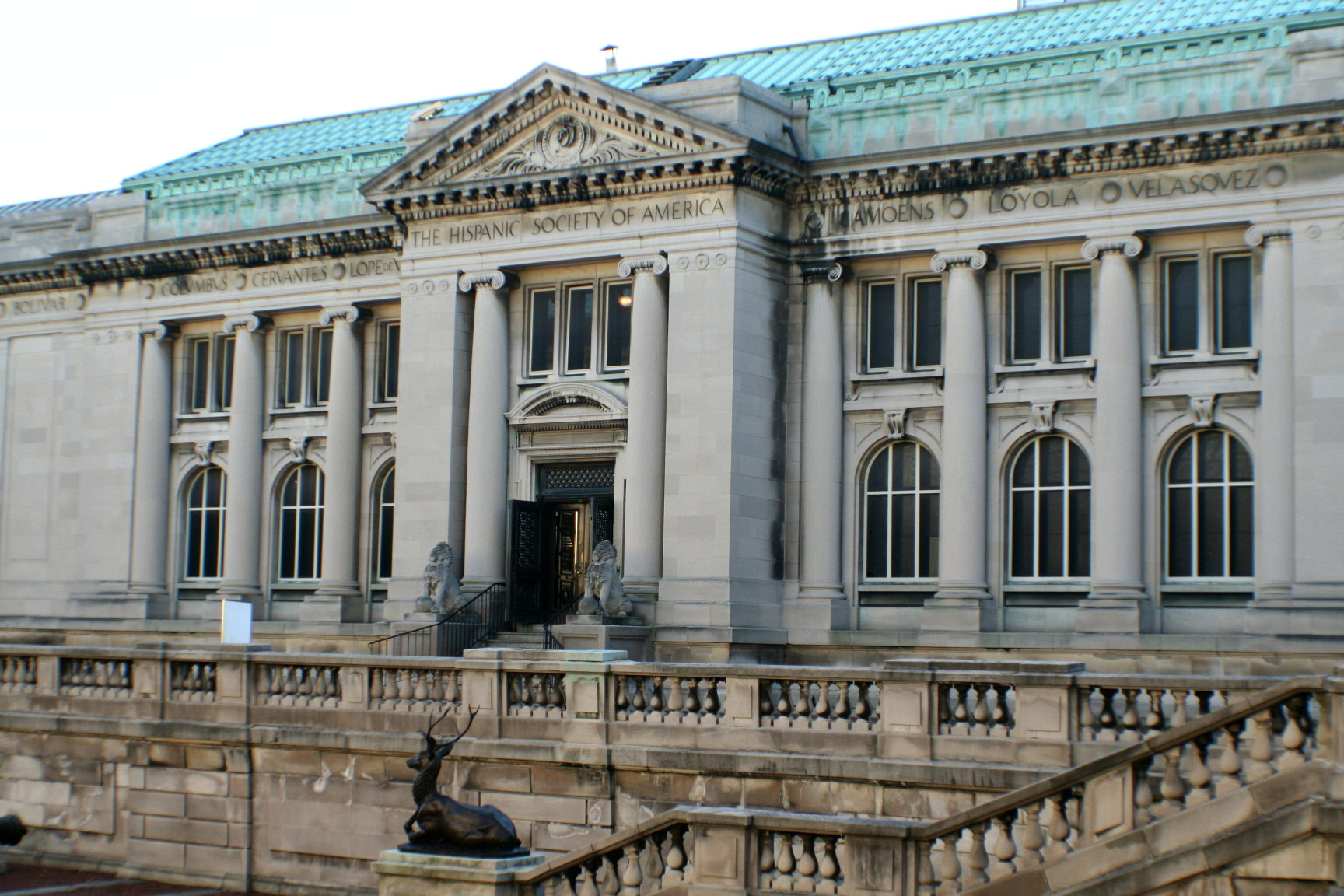
Extérieur
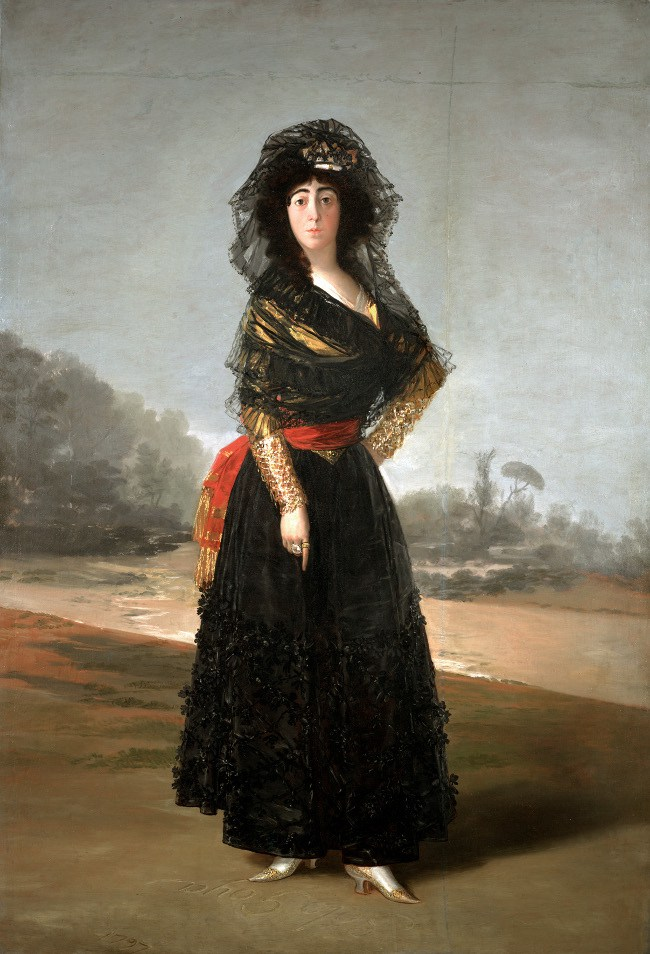
Portrait de la duchesse d'Alba en noir, de Francisco de Goya

## Bibliothèque
La bibliothèque abrite plus de 15 000 livres imprimés avant 1701, parmi lesquels 250 incunables, l'un d'eux est l'édition princeps de La Celestina (Burgos, 1499). Parmi les livres qui s'y trouvent figure une riche collection de la femme-écrivain hispano-mexicaine sœur Juana Inés de la Cruz, la première édition de Don Quichotte, et un très grand nombre d'imprimés espagnols extrêmement rares.
La collection de manuscrits de la Société Hispanique est la plus riche hors de l'Espagne avec des documents aussi importants que le premier Fuero Real (es) de Castille, celui d'Aguilar de Campoo. Pour cette raison c'est un centre de documentation essentiel pour les chercheurs en culture espagnole du monde entier et un paradis pour les bibliophiles. Parmi les manuscrits les plus appréciés figure l'original d'El alguacil endemoniado, un des Sueños de Quevedo, ainsi que des documents médiévaux d'une grande importance.